# Theodor Lewandowski
Theodor Lewandowski (* 16. November 1927 in Allenstein (Ostpreußen); † 14. Dezember 1997) war ein deutscher germanistischer Linguist.

## Leben
Nach dem Abitur 1958 absolvierte Lewandowski ein Studium der russischen Sprache und Literatur am Pädagogischen Institut Brandenburg (Havel) sowie ein Studium der Germanistik, Slawistik, allgemeinen Sprachwissenschaft und Psychologie an der Universität Köln von 1964 bis 1971. Er promovierte 1972 und lehrte ab 1973 als ordentlicher Professor für Deutsche Sprache und Literatur und ihre Didaktik, Schwerpunkt Linguistik, an der Universität Köln.
Lewandowski starb 1997 im Alter von 70 Jahren. Seine Grabstätte befindet sich auf dem Kölner Melaten-Friedhof.
Lewandowski ist vor allem durch sein Linguistisches Wörterbuch weitreichend bekannt geworden, das von 1973 bis 1994 in sechs, immer wieder überarbeiteten Auflagen erschien. Es wurde von anfangs über 1000 auf später rund 2000 Artikel erweitert und ist eines der wichtigen Handbücher der Linguistik.

## Werke
- Das mittelniederdeutsche Zwiegespräch zwischen dem Leben und dem Tode und seine altrussische Übersetzung. Eine kontrastive Studie. Böhlau, Köln 1972. ISBN 978-3-412-96072-8. (Dissertation, Köln 1971.)
- Pragmatische Aspekte in Grammatiken des Deutschen. In: Gerhard Stickel (Herausgeber): Pragmatik in der Grammatik. Schwann, Düsseldorf 1984, ISBN 3-590-15660-0, Seite 7–33.[3]
- Unter Mitarbeit von Eveline Einhauser: Deutsch als Zweit- und Zielsprache: Handbuch zur Sprachförderung. WVT Wissenschaftlicher Verlag Trier, Trier 1991. ISBN 3-88476-000-9.
- Linguistisches Wörterbuch. 6. Auflage, unveränderter Nachdruck der 5., überarbeiteten Auflage. Quelle & Meyer, Heidelberg 1994. ISBN 3-8252-1518-0.

## Festschrift
- Hugo Aust (Herausgeber): Wörter: Schätze, Fugen und Fächer des Wissens. Festgabe für Theodor Lewandowski zum 60. Geburtstag. Narr, Tübingen 1987. ISBN 3-87808-376-9.

## Biographische Skizze
- Wilfried Kürschner (Herausgeber): Linguisten-Handbuch: Biographische und bibliographische Daten deutschsprachiger Sprachwissenschaftlerinnen und Sprachwissenschaftler der Gegenwart. Band 1: A – L. Narr, Tübingen 1994, ISBN 3-8233-5000-5. Artikel: Lewandowski, Theodor, Seite 545.

## Nachruf
- H. Günther: Nachruf auf Theodor Lewandowski (1927–1997). In: Linguistische Berichte 173, 1998, Seite 45–46.